# Mohamed Bastaoui
Mohamed Bastaoui (en arabe : محمد بسطاوي), né en 3 juin 1954 à Mrizig, un très petit village près de Khouribga, et mort le 17 décembre 2014 à Rabat, est un acteur marocain. Il était reconnu pour sa maîtrise des rôles complexes et son talent exceptionnel à incarner l’âme marocaine sous toutes ses facettes. Il est largement considéré comme l’un des plus grands acteurs de l’histoire du cinéma marocain, ayant reçu de nombreuses distinctions nationales et internationales.

## Biographie
Mohamed Bastaoui n'a pas étudié l'art dramatique. Il émigre en Italie en 1980 et, après son retour au Maroc, écrit pour l'émission de TVM Kanat Al saghira. Il débute ensuite au théâtre,. Bastaoui monte sur les planches pendant une vingtaine d'années. Il se produit avec la troupe Masrah al Yaoum à partir de 1987, puis avec Masrah Achams, troupe qu'il cofonde avec entre autres Youssef Fadel,.
Au cinéma, qu'il a abordé à la fin des années 1990, on l'a vu notamment dans Adieu Forain (1998) de Daoud Aoulad Syad, Taïf Nizar (2001) de Kamal Kamal, Les Mains rudes de Mohamed Asli, Mille mois (2003) de Faouzi Bensaïdi, Taza de Daniel Gervais, En attendant Pasolini (2007) de Daoud Aoulad Syad, Paris à tout prix de Reem Kherici et L’Orchestre des aveugles de Mohamed Mouftakir,. En 2011, il est récompensé lors du festival international du film de Marrakech. L'année suivante, il reçoit le prix du premier rôle masculin lors du festival national du film de Tanger.
À la télévision, Bastaoui a surtout joué les campagnards, les personnages terriens, notamment dans Dwayer Zman, Oulad Ennas, Jnane Lkarma, Oujaâ Trab,, Kenza F'Douar (2014) de Hicham Lasri et Yak Hna Jirane.

## Filmographie

### Cinéma
- 1998 : Adieu Forain de Daoud Aoulad Syad
- 2001 : Taïf Nizar de Kamal Kamal
- 2003 : Mille mois de Faouzi Bensaïdi
- 2006 : WWW. What A Wonderful World de Faouzi Bensaïdi : Le père de Hicham
- 2007 : En attendant Pasolini de Daoud Aoulad Syad
- 2009 : Taza de Daniel Gervais
- 2009 : Envoyés très spéciaux de Frédéric Auburtin
- 2010 : Les Mains rudes de Mohamed Asli
- 2012 : Paris à tout prix de Reem Kherici : le père de Maya
- 2014 : L'Enfant Cheikh de Hamid Benani
- 2015 : L'Orchestre des aveugles de Mohamed Mouftakir